# Gérard Meister
Gérard Meister, né le 4 septembre 1889 dans le 6e arrondissement de Paris et mort le 7 novembre 1967 à Amiens, est un champion de natation français.

## Biographie
Il est membre de l'équipe de France aux Jeux olympiques de 1908 et aux Jeux olympiques d'été de 1912, prenant part aux séries du 100 mètres nage libre.
Il est six fois champion de France du 100 mètres nage libre (en 1907, 1908, 1909, 1910, 1912 et 1913) et détient le record de France de natation messieurs du 100 mètres nage libre de 1909 à 1911 avec un temps de 1 min 15 s. Aux Jeux olympiques de Londres en 1908 il est éliminé dès les séries sur le 100 mètres. Aux Jeux olympiques de Stockholm en 1912, il est à nouveau éliminé dès les séries sur le 100 mètres et déclare forfait pour le 400 mètres.
Il est le recordman du nombre de victoires dans la Coupe de Noël, course annuelle traversant la Seine au pont Alexandre-III de Paris qu'il remporte huit fois, en 1906, 1908, 1909, 1910, 1912, 1913, 1917 et 1918. En 1906, il est également vainqueur du championnat de Paris, et en janvier 1907 de la Traversée de la Seine (devant L'Altieri, au Pont Alexandre III).
En club, il a été licencié à la Libellule de Paris.
Ancien combattant de la Première Guerre mondiale, Meister est réformé pour de graves blessures dont il reste mutilé, mais parvient à revenir à la natation de haut niveau à force de volonté. Il est titulaire de la Médaille militaire et de la Croix de guerre.
Tirant parti de sa réputation de champion, Meister est le co-auteur d'une méthode de natation :
- La natation pour tous, publiée par la librairie de L'Auto[5].

## Liens externes

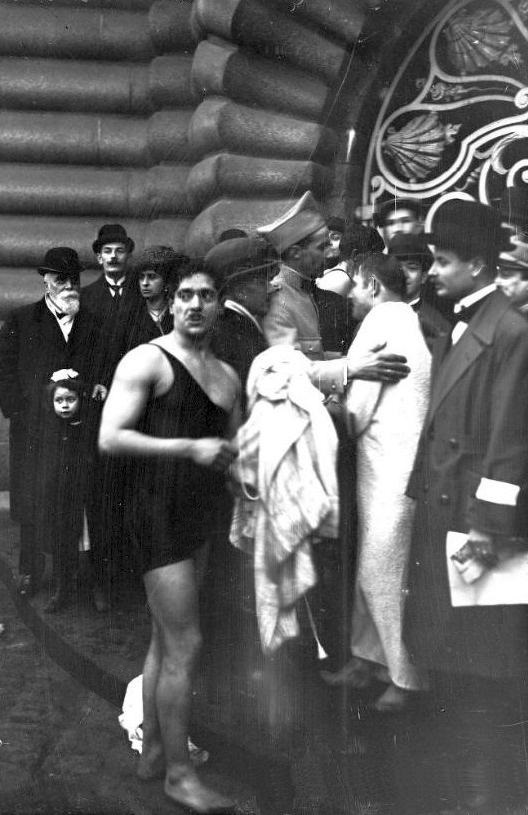
Gérard Meister ici vainqueur de sa huitième Coupe de Noël, le 25 décembre 1918 (arrivée au pont Alexandre III).